# Cetshwayo

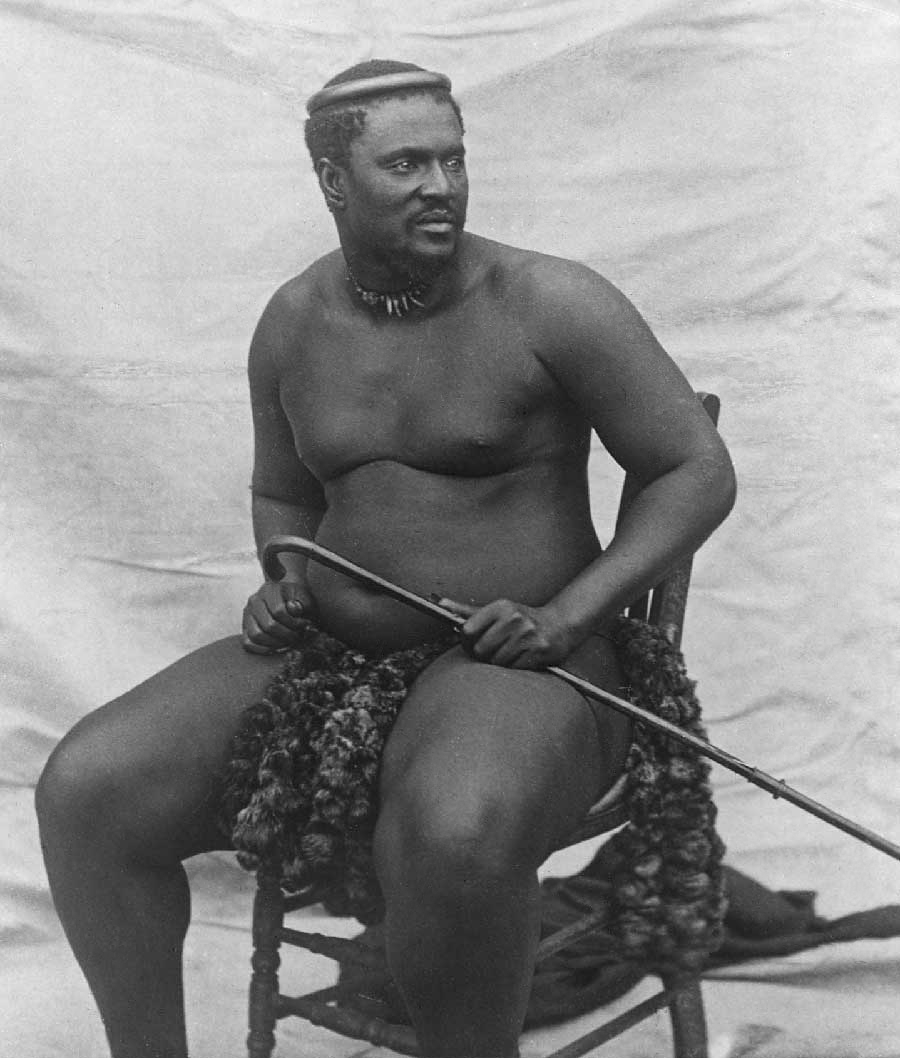
König Cetshwayo kaMpande

Cetshwayo kaMpande, je nach Übersetzung auch Silkaat (zeitgenössisch auch Cetewayo oder Cetschwayo; * um 1826 nahe Eshowe, Königreich Zululand; † 8. Februar 1884 ebenda), war der letzte souveräne König der Zulu von 1872 bis 1879 und ihr Führer im Zulukrieg.

## Bruderkrieg
Cetshwayo war Sohn des Zulukönigs Mpande, eines Halbbruders des Königs Shaka. Mpande starb 1873 und Cetshwayo wurde am 1. September König. Im Vorfeld hatte es bereits einen langen Kampf zwischen Cetshwayo und seinem Bruder Mbuyazi um die Thronfolge gegeben. Der Kampf gipfelte am 2. Dezember 1856 in der Prinzenschlacht, in der Mbuyazi den Tod fand. Cetshwayo schuf eine neue Hauptstadt – Ulundi (hoher Platz). Er baute seine Armee aus und verbannte die christlichen Missionare aus seinem Land.

## Zulukrieg
An der Nordgrenze der britischen Kolonie Natal stellte Zululand unter Cetshwayo Anfang der 1870er Jahre mit seiner großen und gut organisierten Armee einen wichtigen Machtfaktor in der Region dar. 1878 forderte der britische Hochkommissar Frere 550 Stück Vieh von Cetshwayo als Reparation für einen kleineren Grenzzwischenfall, in dem zwei Zulu-Krieger zwei Mädchen aus Natal entführt hatten. Cetshwayo sandte jedoch nur 50 £ in Gold. Als zwei Forschungsreisende in Zululand gefangen genommen wurden, forderte Frere weitere Entschädigungszahlungen. Cetshwayo wies diese Forderungen zurück. Am 11. Dezember 1878 stellte Frere den Zulu ein Ultimatum. Darin wurden u. a. die Einstellung von Überfällen auf britische Siedler, eine ungestörte Missionarstätigkeit, ein britischer Gesandter in Zululand und die Neuordnung der Zulu-Armee, deren Einsatz zudem von britischer Zustimmung abhängig sein sollte, gefordert.
Nach Ablauf des Ultimatums drangen im Januar 1879 britische Kolonialtruppen unter Generalleutnant Lord Chelmsford von Natal aus in das Zulureich ein. Am 22. Januar konnte Cetshwayos Armee einen Teil der britischen Streitmacht in der Schlacht bei Isandhlwana vernichtend schlagen.
Lord Chelmsford begann im Sommer, seine Truppen umzustrukturieren. Die Briten schickten in dieser Zeit Truppen aus dem gesamten Empire nach Südafrika. In der Schlacht bei Ulundi am 4. Juli 1879 konnten die technisch deutlich überlegenen Briten die Armee der Zulu vernichten.

## Ende

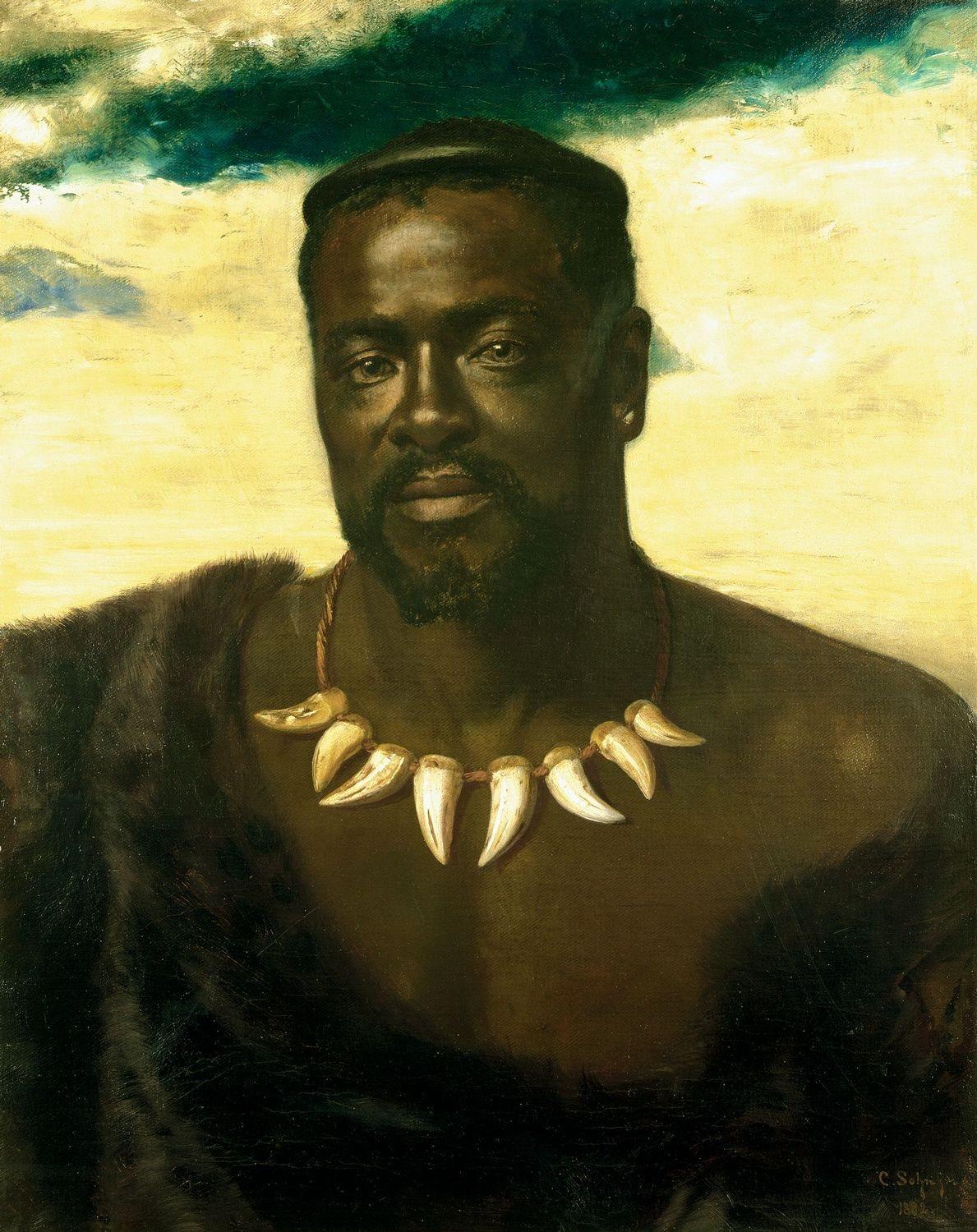
Cetshwayo kaMpandes Porträt entstand bei der Audienz bei Königin Victoria, von Karl Rudolf Sohn, 1882

Der König der Zulu überlebte die Schlacht und floh nach Norden, während die Reste seiner Armee sich in alle Richtungen zerstreuten. Zwei Wochen nach der Entscheidungsschlacht informierten die Briten darüber, dass das Zulu-Königreich nicht mehr bestehe. Cetshwayo wurde einen Monat später, am 28. August, gefangen genommen und mit dem Schiff zu seinem Gefängnis-Exil nach Kapstadt gebracht. Das Zululand wurde in dreizehn separate Königtümer aufgeteilt.
1882 kam es zwischen Anhängern und Feinden Cetshwayos zu einem Bürgerkrieg. Aus diesem Grund erlaubten die Briten ihm eine Ausreise in das Vereinigte Königreich. Nach seiner Ankunft in Plymouth am 5. August 1882 reiste er weiter nach London, wo seine Audienzen bei Königin Viktoria ein großes öffentliches Interesse erregten. Cetshwayo kehrte im Januar 1883 nach Zululand zurück, nachdem er sein Einverständnis erklärt hatte, den Frieden gegenüber seinen Feinden zu wahren.
Nach dem Tod Cetshwayos am 8. Februar 1884 bestieg sein Sohn Dinuzulu den Thron. Dinuzulu war aber im Gegensatz zu seinem Vater kein souveräner König mehr und konnte seine Macht nur mit Hilfe des Burenstaates Transvaal durchsetzen.